# Daihatsu H
Daihatsu H — серия рядных четырёхцилиндровых четырёхтактных 16-клапанных поршневых двигателей внутреннего сгорания объёмом от 1,3 до 1,6 л с клапанным механизмом SOHC, разработанных компанией Daihatsu — дочерней компанией Toyota. Двигатели выпускались с 1987 по 2009 год. Они разрабатывались с учётом лёгкости, имели полые коленвал и распредвал, а масса четырёхцилиндрового двигателя HC объёмом 1,3 л аналогична массе 1,0-литрового трёхцилиндрового двигателя CB. Двигатели серии H имеют алюминиевые блоки цилиндров и их головки, приводимые в действие ремнём ГРМ, а также систему водяного охлаждения. Двигатели ранних выпусков оснащались карбюраторами, а двигатели поздних выпусков — системой многоточечного впрыска топлива.

## HC (1,3 л)
Двигатель HC впервые был представлен в 1987 году на Daihatsu Charade G102/112. В 2009 году двигатель был снят с производства и заменён двигателем K3. Рабочий объём составляет 1,3 л (1295 см3), диаметр цилиндра и ход поршня — 76,0 мм x 71,4 мм. Карбюраторные двигатели получили индекс HC-C/F, а инжекторные — HC-E/EJ. Степень сжатия варьируется от 9,0:1 до 9,5:1. Мощность составляет 54—69 кВт (72—93 л. с.) при 6000—6500 об/мин, а крутящий момент — 92—118 Н⋅м при 3200—4500 об/мин.
Применения:
- Daihatsu Charade (G102/112/200) (1988—2000)
- Daihatsu Terios/Toyota Cami (J100G) (1997—1999) (Япония)
- Daihatsu Zebra/D130 Jumbo/Hijet Maxx (S89/91) (1989—2009) (Индонезия/Малайзия)[2]
- Perodua Kembara (1998—2003) (Малайзия)
- Perodua Rusa (1996—2005) (Малайзия)
- Shelby Patriot (SUV с передней среднемоторной компоновкой на базе Daihatsu Zebra S89 с кузовом из стекловолокна, продававшийся только в Индонезии) (1990—1994)[3]

## HD (1,6 л)
Двигатель HD впервые был представлен в июне 1989 года на Daihatsu Applause. В 2008 году двигатель был снят с производства. В отличие от двигателей HC и HE, рабочий объём двигателя HD был увеличен до 1,6 л (1589 см3), диаметр цилиндра по-прежнему составляет 76,0 мм, а ход поршня увеличен до 87,6 мм. Карбюраторные двигатели получили индекс HD-C/F1, а инжекторные — HD-E/E1/EG/EP. Степень сжатия варьируется от 9,5:1 до 10,5:1. Мощность составляет 60—92 кВт (81—123 л. с.) при 5600—6300 об/мин, а крутящий момент — 115—144 Н⋅м при 3200—4800 об/мин.
Применения:
- Daihatsu Applause (1989—2000)
- Daihatsu Charade De Tomaso/GTi (G201) (1993—1998)
- Daihatsu Feroza (F70/75) (Индонезия)
- Daihatsu Pyzar/Gran Move (1996—2002)
- Daihatsu Rocky (F300) (1989—2002)
- Daihatsu Taruna (F500RV/F520RV) (1999—2001) (Индонезия)
- Daihatsu Zebra Espass (S92) (1994—2003) (Индонезия)
- Perodua Rusa (1997—2008) (Малайзия)
- Концепт-кар Daihatsu X-021 (1991)

## HE (1,5 л)
Двигатель HE впервые был представлен в 1993 году на Daihatsu Charade. В 2007 году двигатель был снят с производства и заменён двигателем Toyota 3SZ-VE. В отличие от двигателя HC, рабочий объём двигателя HE увеличен до 1,5 л (1498 см3), диаметр цилиндра по-прежнему составляет 76,0 мм, а ход поршня увеличен до 82,6 мм. Степень сжатия — 9,5:1. Мощность составляет 60—74 кВт (80—99 л. с.) при 5600—6300 об/мин, а крутящий момент — 112—127 Н⋅м при 3200—3600 об/мин.
Применения:
- Daihatsu Charade (G203/213) (1993—2000)
- Daihatsu Taruna (F501RV/F521RV) (2001—2006) (Индонезия)
- Daihatsu Pyzar/Gran Move (1996—2002)
- Daihatsu Zebra Espass (S92) (2003—2007) (Индонезия)